# Lista de canções não publicadas de Coldplay

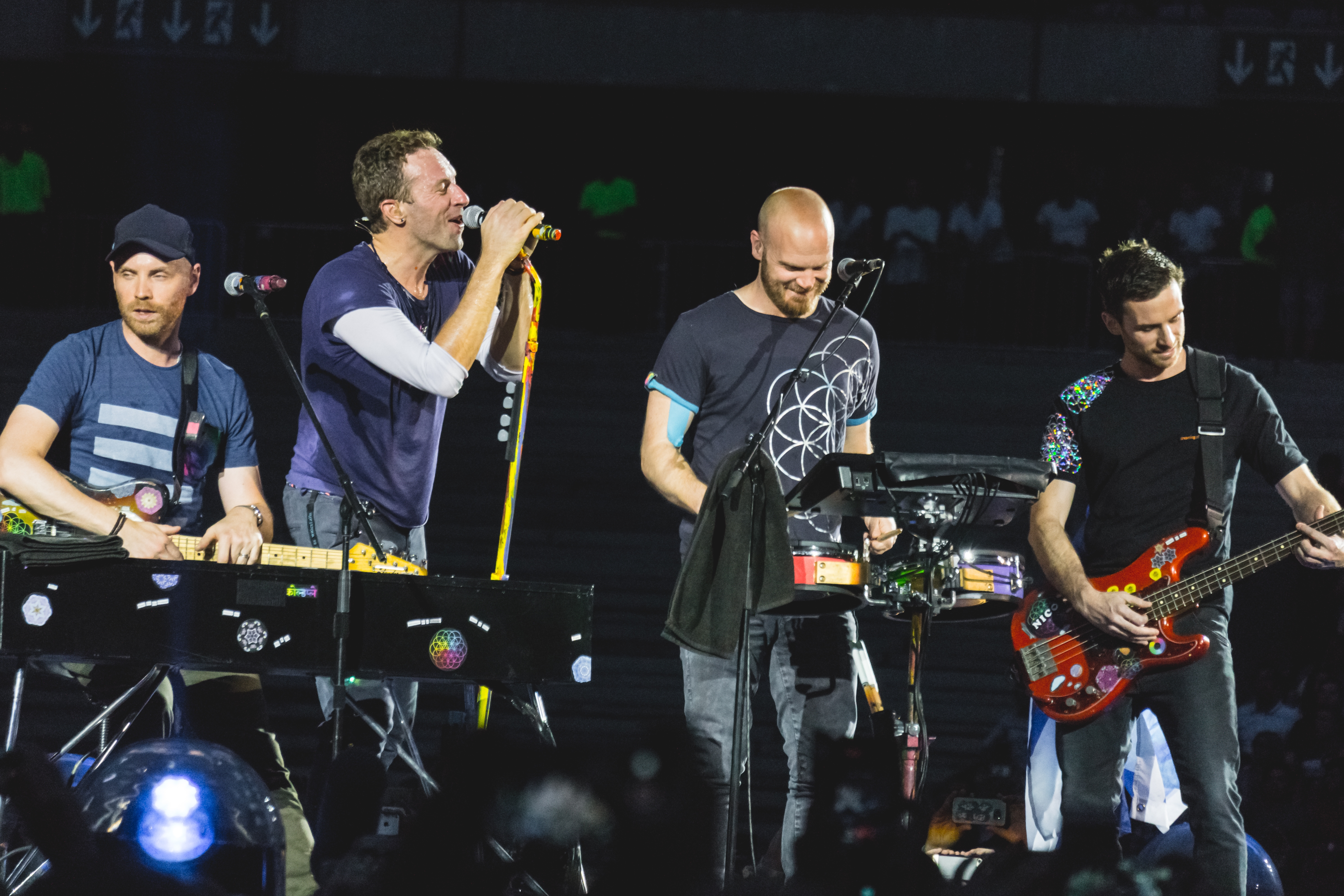
Coldplay se apresentando em Paris em 2017.

As seguintes canções gravadas pela banda de rock britânica Coldplay não foram lançadas comercialmente. Algumas canções foram dadas a outros artistas para gravação. A lista inclui gravações com qualidade de estúdio por Coldplay que não foram lançadas comercialmente ou promocionalmente por uma gravadora respeitável, versões demo documentadas de canções não lançadas em qualquer forma e versões demo anteriores de canções lançadas onde há uma diferença com as versões lançadas (como uma melodia completamente diferente).
Coldplay compôs e gravou material que nunca foi lançado oficialmente. Várias canções inéditas foram planejadas para inclusão em seus álbuns de estúdio Parachutes (2000), A Rush of Blood to the Head (2002), X&Y (2005), Viva la Vida or Death and All His Friends (2008), Mylo Xyloto (2011), Ghost Stories (2014), A Head Full of Dreams (2015), Everyday Life (2019) e Music of the Spheres (2021); assim como em seus EPs Safety (1998), The Blue Room (1999) e Prospekt's March (2008), mas todas as canções foram rejeitadas. Há muitas faixas registradas incluídas na seção de inéditas que não foram lançadas comercialmente, mas ganharam atenção da mídia ou foram confirmadas pelo próprio grupo.

## Lista de canções
Safety (1998)
- "Nobody Will Understand" – Apresentado originalmente sob o nome de "Pectoralz". Mais tarde seria incluído no EP Safety, mas acabou não sendo gravada.

The Blue Room (1998-1999)
- "To Likely You" (1999)
- "The Blue Room" (1998-1999) – Algumas partes da canção foram usadas posteriormente em "Square One".

Parachutes (1999-2000)
- "Waiting in Line" – Apareceu em 1999 no site do Coldplay como um título provisório para seu álbum de estreia, Parachutes. Este era provavelmente o título original de "Shiver".[1]

A Rush of Blood to the Head (2000-2002)
- "A Ghost" (2001) – Tocada uma vez por Chris Martin na estação de rádio americana KCRW em 10 de dezembro de 2001. A canção era destinada ao A Rush of Blood to the Head, mas foi descartada. Vazou na internet também sob o nome "Ghost" alternativamente.[2][3]
- "A View from the Top" (2002) – Tocada uma vez durante uma passagem de som em 2002, enquanto que nunca tocada no show apropriado. Uma gravação bem incompleta da canção pode ser encontrada na internet. O título desta não é oficial e foi dado pelo primeiro ouvinte.
- "Deserter" (2000-2002)[2]
- "Eyes for Eyes" (2000-2002)[1]
- "Fingers Crossed" (2000-2002)[2]
- "Idiot" (2001) – Composta para o álbum, mas acabou sendo descartada do mesmo. Algumas apresentações ao vivo da canção podem ser encontradas na internet.[4]
- "In Isolation" (2000-2002)[2]
- "This Hollow Frame" (2000-2002)[2]
- "Your Guess Is as Good as Mine" (2001) – A primeira versão de "God Put a Smile upon Your Face", foi tocada ao vivo em 2001.

X&Y (2002-2005)
As canções a seguir foram escritas para o X&Y e estavam programadas para aparecer no álbum, mas foram retiradas do corte final no início de 2005.
- "Blasphemy" (2002-2005)
- "Déjà Vu" (2002-2005)
- "Echo My Name (I Can't Believe You're Gone)" (2002-2005) – Uma versão cover no piano pode ser encontrada na internet.
- "Fury" (2002-2005)
- "Something Ain't Right" (2004-2005)
- "Ladder to the Sun" (2002-2003) – Apresentada ao vivo em 2003 e não foi mais tocada desde então. Geralmente era usada como uma introdução de um show.[6]
- "Solid Ground (Until the Water Flows Over)" (2003) – Foi tocada ao vivo apenas uma vez em 2003. A intenção era que fosse uma curta abertura da canção "Violet Hill", mas foi descartada. Uma versão instrumental da faixa vazou na internet.[7]
- "The Nappies" (2004) – Uma piada escrita por Chris Martin para sua então esposa Gwyneth Paltrow para o nascimento de sua filha Apple. Um vídeo pode ser encontrado na seção de linha do tempo da banda no site oficial.
- "Turn Your World Around" (2004-2005)[1]
- "Your World Turns Upside Down" (2003) – Tocada apenas 2003. Não deve ser confundida com a B-side "The World Turned Upside Down". Versões ao vivo podem ser encontradas na internet.

Viva la Vida or Death and All His Friends / Prospekt's March (2005-2010)
Em 2008 diversas canções gravadas entre 2005 e 2006 tiveram suas versões demos vazadas na internet. Acredita-se serem canções destinadas ao álbum de 2008 da banda.
- "Bloodless Revolution"
- "First Steps"
- "Goodbye and Goodnight"
- "Loveless"
- "St. Stephen"
- "The Butterfly" (2005)[1]
- "The Fall of Man" (2006-2008)
- "Bucket for a Crown" (2006) – Foi apresentada ao vivo uma ver por Chris Martin num show de caridade.
- "Famous Old Painters" (2008) – O nome "Famous Old Painters" foi revelado junto com "Glass of Water", "Poppyfields", "Rainy Day" entre outras para serem inclusas no Viva la Vida ou no EP Prospekt's March, no entanto seu lançamento nunca ocorreu. Uma versão instrumental da canção vazou na internet.
- "Fun" (2006-2009) – Composta por todos os membros da banda e provavelmente seria destinado ao Viva la Vida. Embora a canção tenha sido gravada por Natalie Imbruglia e inclusa com "Lukas" em seu álbum Come to Life (2009), uma gravação da banda nunca foi lançada. Não deve ser confundido com "Fun" presente no A Head Full of Dreams.
- "LeftRightLeftRightLeft" (2006-2009) – O violinista Davide Rossi disse em uma entrevista que tocou violino elétrico nesta canção durante suas sessões com o Coldplay.[8][1] O título foi depois usado para um álbum ao vivo em 2009.
- "Lukas" (2006-2009) – A canção foi gravada por Natalie Imbruglia e inclusa em seu álbum de 2009 Come to Life, um álbum no qual ela colaborou com o vocalista do Coldplay em algumas canções. Uma versão instrumental tocada pelo Coldplay vazou na internet.
- "Mining on the Moon" (2006) – Foi tocada ao vivo por Chris Martin um show de caridade e não foi mais mencionada desde então.[1]
- "School" (2006-2008) – É a primeira parte de "Death and All His Friends". Originalmente intencionada como uma introdução para "Rainy Day" (presente no Prospekt's March).[9]
- "The Dubliners" (2008-2010) – Tocada ao vivo durante a Viva la Vida Tour.
- "The Man Who Swears" (2006-2008) – Uma versão demo em duas partes da canção pode ser encontrada na internet. A letra da canção foi posteriormente usada em "People of the Pride", do nono álbum de estúdio da banda, Music of the Spheres.[10]
- "Thought You Might Be a Ghost" (2008) – Este era provavelmente o título provisório de "42".[2]

Mylo Xyloto (2009-2010)
As seguintes canções apareceram em uma lista escrita em um quadro branco que estavam sendo consideradas para o quinto álbum de estúdio; assim como presentes em diversos instrumentos musicais da banda durante shows ou em estúdio.
- "1000 - 1 (Ballad Of...)" (2009-2010)
- "Aiko" (2009-2010) – O título também apareceu escrito em um piano, ao lado de títulos de outras canções.[14]
- "Alien Radio" (2009-2010) – O título apareceu escrito em graffiti na guitarra de Jonny Buckland. Um website, criado pela banda, conhecido como Alien Radio FM, foi desenvolvido no início de 2021. O site continha vários textos enigmáticos, áudios de pessoas falando em diferentes idiomas e trechos de música.[15]
- "Alive Day"
- "Arabesque" (2009-2010, 2019) – O título também aparece escrito em um piano no estúdio da banda, conforme mostrado em uma entrevista de 2009.[14] Em 2019, uma canção do mesmo título apareceu no alinhamento de faixas do oitavo álbum de estúdio da banda Everyday Life. Guy Berryman e Chris Martin explicaram em diferentes ocasiões que a nova canção foi construída sobre a antiga e que um trecho da versão original pode ser ouvido logo no início dela.[16]
- "Boyfriend" (2009-2010)
- "Buzz" (2009-2010)
- "Car Kids" (2009-2010) – Fotos do diário de Chris Martin também mostram várias referências à canção.[17]
- "Cartoon Head" (2009-2010) – Elementos da canção foram incorporados à "Charlie Brown", canção inclusa no eventual quinto álbum de estúdio.
- "Cartoon Heart" (2009-2010) – Versão inicial de "Charlie Brown".
- "Drunks and Guns" (2009-2010)
- "Gardeners on the Frontline" (2009-2010)
- "Golden Arrow" (2009-2010) – O título também aparece escrito em spray em uma parede no estúdio da banda, como mostrado em uma entrevista de 2011.[18] Elementos da canção foram usados em "Don't Let It Break Your Heart".
- "Great Expectations" (2009-2010)
- "Harbingers of Doom" (2009)
- "Harmony" / "Harmony for My Song" (2009-2010)
- "Hook Up" (2009-2010)
- "If I Ever Fall in Love Again" (2009-2010)
- "It Was a Wonderful Day" (2009-2010)
- "Love in a Lethal Dose" (2009-2010) – Foi retrabalhada durante sessões em estúdio com Avicii e renomeada como "Lethal Drug", mas o lançamento não ocorreu. Esta última versão acabou vazando na internet.
- "Lucky Sevens" (2010)[1]
- "Rescue Street" (2009-2010) – A canção foi mencionada por Chris Martin em uma entrevista, onde ele disse que a canção tinha uma seção a cappella, mas que "parecia horrível".[19]
- "Sex & Violence" (2009)
- "Silencia" (2010) – Provavelmente o título provisório de "Major Minus".
- "Space Symphony" (2009-2010) – Presumivelmente, o título original de "Moving to Mars".
- "Spanish Rain" (2009-2010) – Uma versão ao vivo, que pode ser encontrada na internet, foi tocada durante a última fase da Viva la Vida Tour em fevereiro e março de 2010; é as vezes referida como "Don Quixote". A canção algumas semelhanças com as lançadas posteriormente no quinto álbum, "Charlie Brown" e "Don't Let It Break Your Heart".
- "Tomorrow" (2011, 2014)
- "Wedding Bells" (2009-2010) – Foi apresentada na guitarra por Chris Martin durante um episódio de The South Bank Show.[13] O cantor também tocou a canção em outras ocasiões, como na conferência de imprensa da convenção Apple Keynote em 2010, quando a tocou no piano. Elementos de "Wedding Bells" foram incorporados em "Christmas Lights".
- "Wilderness" (2009-2010)
- "Wondering Star" (2009-2010)

Ghost Stories (2012-2014)
As canções abaixo foram exibidas em um quadro branco com canções que estavam sendo consideradas para o sexto álbum de estúdio da banda, presente no documentário "Making of Ghost Stories".
- "Ghost Stories" (2012-2014) – Uma canção chamada "Ghost Story" foi lançada como parte do EP de "A Sky Full of Stars" e na edição deluxe de Ghost Stories; não é claro se as duas canções são realmente as mesmas.
- "Mist" (2012-2014)
- "The Race" (2012-2014) – A canção foi gravada juntamente com "Always in My Head" durante sessões em estúdio com Madeon. A canção foi posteriormente retrabalhada, com letras diferentes, para seu sétimo álbum A Head Full of Dreams, mas acabou sendo descartada. Uma versão de estúdio da faixa vazou na internet.[20]
- "Tomorrow" (2011, 2014) – Encontrado na base de dados de 'ASCAP' e/ou 'BMI'. Uma canção com o mesmo nome foi inicialmente incluída em uma lista provisória de faixas do Mylo Xyloto.
- "World Without You" (2012-2014)

Game of Thrones: The Musical (2015)
Para a campanha beneficente Red Nose Day em 2015, a banda, juntamente com parte do elenco da série de televisão Game of Thrones, criaram um "falso musical", compondo e performando canções originais baseadas na série. As canções não foram lançadas oficialmente e fizeram parte da brincadeira entre a banda e o elenco.
- "A Man for All Seasons (Still Goin' Strong)"
- "Bit of a Bastard"
- "Closer to Home"
- "Julens Ljus"
- "Rastafarian Targaryan"
- "Red Wedding"

A Head Full of Dreams (2014-2015)
A seguir, canções compostas e destinadas para o A Head Full of Dreams, porém foram descartadas antes do lançamento do álbum. Algumas tiveram seu vazamento na internet no final do ano de 2021.
- "Break of Dawn" (2014–2015)
- "Drift" (2014-2015) – Registrado no website ASCAP.
- "Drinks on Me" (2014-2015) – Provavelmente o título provisório para "Hymn for the Weekend".
- "Drunk & High" (2014–2015) – Título provisório alternativo de "Hymn for the Weekend". A versão demo da canção vazou no final de 2021 sem os vocais da artista musical Beyoncé.
- "Family Tree" (2015) – Canção vazada, versão inicial de "A Head Full of Dreams". A ponte solo de guitarra em "A Head a Full of Dreams" está presente em "Family Tree".
- "Heart on Fire" (2014-2015) – Alguns trechos da canção vazaram pela primeira vez ao longo de 2020 e início de 2021. A canção completa vazou em meados de 2021 e pode ser encontrada na internet.
- "Far Out" (2014-2015)
- "Forever, Whatever" (2014–2015)
- "Heart on Fire" (2014–2015)
- "Kaleidoscope" (2014–2015) – Não deve ser confundido com o instrumental presente no álbum. É uma versão retrabalhada da canção não publicada "The Race", originalmente destinada ao Ghost Stories. Duas versões demo vazaram na internet.
- "Legends" (2015) – A canção vazou na internet em 2021. O principal riff de guitarra e outros elementos foram incluídos em "Adventure of a Lifetime".
- "Life Is Beautiful" (2017) – Foi apresentada em San Diego, CA. É dedicada a todas as vítimas mexicanas do terremoto Sismo de Puebla de 2017. Foi pensado para ser adicionado como uma faixa bônus do álbum, mas foi descartada. Vários elementos da canção, incluindo seu sintetizador de abertura e sua base no canto de futebol "Olé, Olé, Olé", foram incluídos em "Infinity Sign" (Music of the Spheres).
- "Name and Likeness" (2014-2015)
- "On My Way Home" (2014-2015) – A canção foi dada ao grupo estadunidense de a cappella Pentatonix para seu quarto EP, PTX, Vol. III.
- "One Day" (2015) – Composta durante as gravações do álbum, mas por se tratar de uma "canção ruim", não foi gravada. "One Day" foi tocada durante as gravações do Kaleidoscope, embora sem ter sido de fato gravada.
- "Out of this World" (2014–2015) – Versão demo de "Miracles", vazada na internet em 2021.
- "Set Me Free" (2014-2015) – Título alternativo da canção "Birds", que teve sua demo vazada na internet em 2021.
- "The Race" (2012-2014)

Music of the Spheres (2019-2022)
- "A Wave" (2019-2022) – Destinada ao álbum. É usada como canção de encerramento dos concertos da turnê mundial em promoção ao álbum. Um trecho de uma demo inicial vazou em meados de 2022.
- "The Man Who Swears" (2006–2008)

Outras
- "Call Me" (1998)[1]
- "December" (1997) – Composta por Chris Martin e Jonny Buckland em 1997. Uma linha dessa canção mais tarde terminaria como a linha de abertura de "Violet Hill".[1]
- "Gone But Not F. Cotton" (2015) – Escrita e gravada por acaso no último programa de Fearne Cotton para a BBC Radio 1.[23]
- "Harmless" (2000) – Foi apresentada apenas uma vez por Chris Martin, durante a performance do Coldplay em 2 Meter Sessies em 26 de junho de 2000.
- "If All Else" (1998) – Apresentada sob o nome de "Starfish" em 1998.
- "If She Comes Back" (2002) – Tocada uma vez durante uma passagem de som em 2002, mas nunca chegou a ser apresentada no devido show. Uma gravação muito incompleta da canção pode ser encontrada na internet. Nenhum título oficial foi dado; "If She Comes Back" foi o título dado por um de seus ouvintes.[1]
- "Love I'm So Tired" (1998)[1]
- "I'm Strong" (1998) – Versão inicial de "Bigger Stronger", que mais tarde foi inclusa no EP Safety (1998).
- "Someone to Love" (2002) – Tocada uma vez durante uma passagem de som em 2002, mas nunca chegou a ser apresentada no devido show. Uma gravação muito incompleta da canção pode ser encontrada na internet. Nenhum título oficial foi dado; "Someone to Love" foi o título dado por um de seus ouvintes.[1]
- "So Sad" (1997-1998) –  Apresentada sob o nome de "Starfish" em 1998.
- "Spiderwebs" (2000) – Versão inicial de "Trouble"; uma amostra de áudio pode ser encontrada na seção de linha do tempo do site da banda.
- "Sweet Marianne" (2002-2004) – Também referida apenas como "Marianne". Escrito pelo baterista Will Champion para sua então namorada.[6]
- "Vampire Symphony" – Encontrado em um grande pôster com as afinações de guitarra da banda.
- "Vitamins" (1998) – Apresentada sob o nome de "Starfish" em 1998.[1]
- "Unbroken" (2013-2014) – Foi registrada no website ASCAP. É provavelmente o título original de "Miracles".
- "Walking for Always" (2009-2010) – O nome da canção vem de um verso da B-side "Waiting to Get to Your Face".